# جنگت را انتخاب کن
«جنگت را انتخاب کن» ترانه‌ای از هنرمند اهل ایالات متحده آمریکا کیتی پری است. این ترانه در آلبوم منشور (آلبوم کیتی پری) قرار داشت.